# Бърт Ланкастър
Бърт Ланкастър (на английски: Burt Lancaster) е американски актьор.  През 1999 година Американският филмов институт включва Ланкастър под Номер-19 в класацията на най-големите мъжки звезди на класическото Холивудско кино.

## Биография
Известен е с атлетичната си фигура, характерната си усмивка и като един от най-добрите актьори на своето време. Номиниран е за Оскар 4 пъти и го печели веднъж, през 1961 година, за изпълнението си във филма „Елмър Гантри“. За същото си изпълнение получава и Златен глобус. Две години по-късно получава и БАФТА награда за ролята си във филма „Птицегледачът от Алкатрас“ (1962) и по-късно за „Атлантик сити“ (1980). Освен актьор, той е и режисьор и създава своя собствена компания за продукция на филми. Участва във Втората световна война. Започва кариерата си след завръщането си от войната.
През 1953 година, той играе заедно с Дебора Кер във филма „Оттук до вечността“ („From Here to Eternity“). Филмът получава 13 номинации за Оскар и печели осем. Той също така влиза в класацията на 100 най-добри романтични филма на филмовата академия на САЩ. Това е една от най-запомнящите се негови роли и особено любовната сцена на плажа, когато двамата лежат на пясъка и вълните се разбиват върху тях.
През 60-те и 70-те години на двадесети век участва в много европейски продукции под режисурата на именити режисьори, като Лукино Висконти, Бернарсо Бертолучи и други.

## Избрана филмография
| Година | Филм                      | Оригинално заглавие              | Роля                            | Режисьор           |
| ------ | ------------------------- | -------------------------------- | ------------------------------- | ------------------ |
| 1953   | Оттук до вечността        | From Here to Eternity            | Старши сержант Милтън Уордън    | Фред Зинеман       |
| 1954   | Вера Крус                 | Vera Cruz                        | Джо Ерин                        | Робърт Олдрич      |
| 1955   | Кентъкиецът               | The Kentuckian                   | Илаяс Уейкфийлд                 | Бърт Ланкастър     |
| 1957   | Престрелка при O.K. Корал | Gunfight at the O.K. Corral      | Уайът Ърп                       | Джон Стърджис      |
| 1958   | Отделни маси              | Separate Tables                  | Джон Малкълм                    | Делбърт Ман        |
| 1959   | Ученикът на дявола        | The Devil's Disciple             | Преподобния Антъни Андерсън     | Гай Хамилтън       |
| 1960   | Непростената              | The Unforgiven                   | Бен Закари                      | Джон Хюстън        |
| 1961   | Нюрнбергският процес      | Judgment at Nuremberg            | Д-р Ернст Янинг, адвокат и учен | Стенли Крамър      |
| 1963   | Гепардът                  | Il Gattopardo                    | Принц дон Фабрицио Салина       | Лукино Висконти    |
| 1964   | Влакът                    | The Train                        | Пол Лабиш                       | Джон Франкенхаймър |
| 1966   | Професионалистите         | The Professionals                | Бил Долуърт                     | Ричард Брукс       |
| 1974   | Семеен портрет в интериор | Gruppo di famiglia in un interno | Професора                       | Лукино Висконти    |
| 1976   | Бъфало Бил и индианците   | Buffalo Bill and the Indians     | Нед Бунтлайн                    | Робърт Олтмън      |
| 1976   | Двадесети век             | Novecento                        | Дядото на Алфредо               | Бернардо Бертолучи |
| 1977   | Островът на доктор Моро   | The Island of Dr. Moreau         | Доктор Пол Моро                 | Дон Тейлър         |
| 1980   | Атлантик Сити             | Atlantic City                    | Лу Паскал                       | Луи Мал            |
| 1983   | Уикендът на Остерман      | The Osterman Weekend             | Максуел Данфорт                 | Сам Пекинпа        |
| 1989   | Поле на мечтите           | Field of Dreams                  | Арчибалд Греъм                  | Фил Олдън Робинсън |